# Międzynarodowy Festiwal Fantastyki w Nidzicy
Międzynarodowy Festiwal Fantastyki w Nidzicy – konwent fanów fantastyki odbywający się co roku na zamku w Nidzicy.
Pierwszy festiwal odbył się w roku 1993. Pomysłodawcą był Wojtek Sedeńko, który od początku istnienia imprezy uczestniczy w jej przygotowaniu. Oprócz spotkań z autorami, prelekcji i spotkań panelowych, podczas Festiwalu odbywają się imprezy towarzyszące: występy artystyczne, biesiada, pokazy bractw historycznych, wystawy malarstwa i grafiki. W trakcie festiwalu wręczana jest nagroda Sfinks.